# Time for print
Time for print (TFP) is een veelgebruikte Engelse term bij het fotograferen van amateurmodellen door zowel professionele- als amateurfotografen. Hierbij wordt tussen model en fotograaf een overeenkomst vastgelegd. In plaats van een geldelijke betaling voor elkaars diensten gaat de fotograaf ermee akkoord een aantal afdrukken van de beste foto's van de sessie te verstrekken aan het model. De gemaakte foto's mogen doorgaans zowel door de fotograaf als het model gebruikt worden in een portfolio en als promotiemateriaal, al liggen de rechten over de foto's wel bijna altijd bij de fotograaf.
De afkorting staat voor verschillende (Engelstalige) afkortingen:
Time For Print, Trade For Print, maar ook: Time For Portfolio, Trade For Portfolio.
Hoewel er verschillende betekenissen mogelijk zijn voor de afkorting TFP, is er één basisgedachte: bij een TFP-sessie wordt er geen geld betaald. Het model krijgt geen vergoeding en ook de fotograaf krijgt geen vergoeding voor de afdrukken of cd's van de foto's die tijdens de fotosessie zijn gemaakt.
TFP-fotosessies komen vooral voor bij amateurfotografen en amateurmodellen, hoewel ook professionele fotografen of modellen soms een TFP-sessie zullen doen, als het betreffende model of locatie een bijzonder resultaat op zou kunnen leveren naar de mening van de professional. Daarnaast gebruiken professionele fotografen vaak TFP-sessies wanneer ze nieuw en onervaren talent scouten om te zien of het model fotogeniek is.
Veel professionele modellen zijn hun loopbaan begonnen met een portfolio, gevuld met foto's die gemaakt zijn tijdens TFP-sessies.
Naast de term TFP wordt ook gebruikgemaakt van de term TFCD, hierbij worden er geen afdrukken op papier verstrekt, maar een cd of dvd met digitale foto's.